# Jabučeta
Jabučeta falu Horvátországban Belovár-Bilogora megyében. Közigazgatásilag Kapelához tartozik.

## Fekvése
Belovártól légvonalban 14, közúton 16 km-re északra, községközpontjától légvonalban 5, közúton 8 km-re északkeletre, a Bilo-hegység területén, Babotok és Donje Zdelice között, a Zdela-patak mentén fekszik.

## Története
A falu a török kiűzése után a 17. században keletkezett, amikor a kihalt vidékre keresztény lakosságot telepítettek be. 1774-ben az első katonai felmérés térképén „Dorf Japucheta” néven szerepel. A település katonai közigazgatás idején a szentgyörgyi ezredhez tartozott. Lipszky János 1808-ban Budán kiadott repertóriumában „Jabuchetta” néven szerepel.  
Nagy Lajos 1829-ben kiadott művében „Jabucheta” néven 17 házzal, 129 katolikus vallású lakossal találjuk.
A katonai közigazgatás megszüntetése után Magyar Királyságon belül Horvátország részeként, Belovár-Kőrös vármegye Belovári járásának része volt. A településnek 1857-ben 138, 1910-ben 220 lakosa volt. Az 1910-es népszámlálás szerint teljes lakossága horvát anyanyelvű volt. A falu iskolája 1907-ben nyílt meg, a ma is álló iskolaépület 1914-ben épült. 1918-ban az új szerb-horvát-szlovén állam, majd később Jugoszlávia része lett. 1941 és 1945 között a németbarát Független Horvát Államhoz, majd a háború után a szocialista Jugoszláviához tartozott. A háború után a fiatalok elvándorlása miatt lakossága folyamatosan csökkent. 1991-től a független Horvátország része. 1991-ben lakosságának 95%-a horvát nemzetiségű volt. 2011-ben a településnek 62 lakosa volt.

## Lakossága
| Lakosság változása | Lakosság változása | Lakosság változása | Lakosság változása | Lakosság változása | Lakosság változása | Lakosság változása | Lakosság változása | Lakosság változása | Lakosság változása | Lakosság változása | Lakosság változása | Lakosság változása | Lakosság változása | Lakosság változása | Lakosság változása |
| ------------------ | ------------------ | ------------------ | ------------------ | ------------------ | ------------------ | ------------------ | ------------------ | ------------------ | ------------------ | ------------------ | ------------------ | ------------------ | ------------------ | ------------------ | ------------------ |
| 1857               | 1869               | 1880               | 1890               | 1900               | 1910               | 1921               | 1931               | 1948               | 1953               | 1961               | 1971               | 1981               | 1991               | 2001               | 2011               |
| 138                | 154                | 163                | 216                | 186                | 220                | 226                | 230                | 212                | 218                | 197                | 148                | 112                | 82                 | 67                 | 62                 |